# Saison AFL 1967
La saison AFL 1967 est la 8e saison de l'American Football League (football américain). Elle voit le sacre des Oakland Raiders.

## Classement général
| Conférence Est  |      |      |      |        |          |            |
| Franchise       | Vic. | Déf. | Nuls | % vic. | Pts pour | Pts contre |
| Houston Oilers  | 9    | 4    | 1    | .692   | 258      | 199        |
| New York Jets   | 8    | 5    | 1    | .615   | 371      | 329        |
| Buffalo Bills   | 4    | 10   | 0    | .286   | 237      | 285        |
| Miami Dolphins  | 4    | 10   | 0    | .286   | 219      | 407        |
| Boston Patriots | 3    | 10   | 1    | .231   | 280      | 389        |

| Conférence Ouest   |      |      |      |        |          |            |
| Franchise          | Vic. | Déf. | Nuls | % vic. | Pts pour | Pts contre |
| Oakland Raiders    | 13   | 1    | 0    | .929   | 468      | 233        |
| Kansas City Chiefs | 9    | 5    | 0    | .643   | 408      | 254        |
| San Diego Chargers | 8    | 5    | 1    | .615   | 360      | 352        |
| Denver Broncos     | 3    | 11   | 0    | .214   | 256      | 409        |

## Finale AFL
- 31 décembre 1967, à Oakland devant 53 330 spectateurs, Oakland Raiders 40 - Houston Oilers 7